# Viola rubella
Viola rubella là một loài thực vật có hoa trong họ Hoa tím. Loài này được Cav. miêu tả khoa học đầu tiên.